# Orjen
Orjen je planina na granici Bosne i Hercegovine i Crne Gore, sjeverozapadno od Boke kotorske.
S 1894 metara nadmorske visine Zubački kabao je najviši od ukupno šest vrhova Orjena koji se izdižu iznad 1800 metara. Zbog karbonatne građe Orjen je bezvodan, iako prosječno godišnje prima 4762 mm oborine i spada u najkišovitija područja Europe. Orjen se sastoji od nekoliko paralelnih lanaca koji se pružaju od sjeverozapada prema jugoistoku. Između lanaca su duboke doline kao što su Reovački do, Duboki do, Dobri do i Ubaljski do. One su ledenjačkog postanka, te pored dužina od nekoliko kilometara dostižu značajne širine od 2 km. Reljef Orjena je izrazito glaciokrškog karaktera, matični su supstrat čisti vapnenci, a glacijacija je ovdje bila izuzetno snažna. Ledena kapa je u vrijeme glacijala dostizala veličinu od oko 150 km², a ledenjaci su silazili sa svih strana Orjena, a najznačajniji su bili ledenjaci prema Risnu i Dragaljskom polju, dok je jedan ledenjak sišao i u Dobri do. Sjeverna strana Orjena se zove Bijela gora. Najizrazitiji je visokoplaninski predio koji je prekriven visokim bukovo-jelovim šumama.